# سرخة دة (أبرشيوة)
سرخة دة (بالفارسية: سرخه ده) هي قرية تقع في إيران في قسم أبرشيوة الريفي. يقدر عدد سكانها بـ 447 نسمة بحسب إحصاء 2016.